# 博康塞
博康塞（法語：Bocquencé，法語發音：[bɔkɑ̃se] ⓘ）是法国奥恩省的一个旧市镇，位于该省东北部，属于阿让唐区。2016年1月1日，博康塞和相邻的另外9个市镇合并为新市镇乌什堡。

## 地理
博康塞（48°50'5"N, 0°27'21"E）面积10.15 平方千米，位于法国诺曼底大区奧恩省，该省份为法国西北部内陆省份，北起顺时针与卡爾瓦多斯省、厄尔省、厄尔-卢瓦省、萨尔特省、马耶讷省和芒什省接壤。
与博康塞接壤的市镇（或旧市镇、城区）包括：乌什地区维莱、昂桑、拉贡夫里耶尔、圣埃夫鲁树林圣母村、圣尼古拉德莱捷、图凯特。

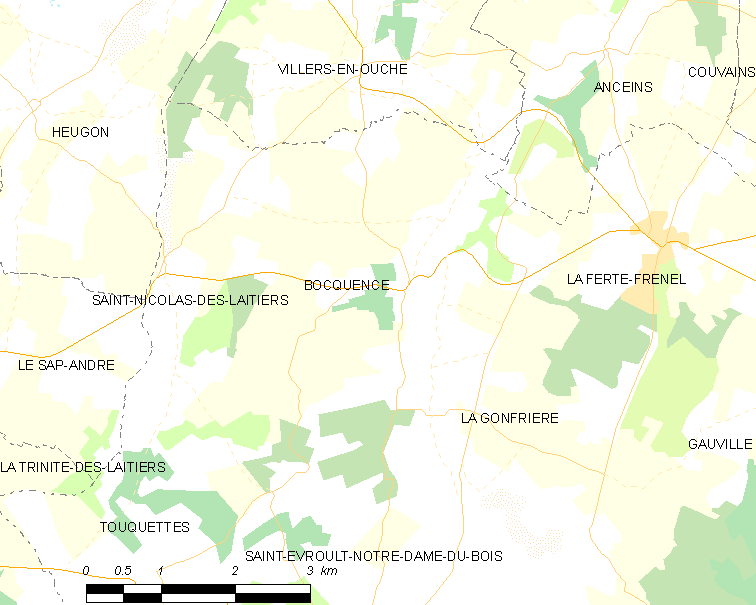
博康塞的OSM定位图

博康塞的时区为UTC+01:00、UTC+02:00（夏令时）。

## 行政
博康塞的邮政编码为61550，INSEE市镇编码为61047。

## 政治
博康塞所属的省级选区为赖村县。

## 人口

1962-2008年间博康塞人口变化图示

博康塞于2018年1月1日时的人口数量为150人。